# Manfred Fanslau
Manfred Fanslau (* 25. Februar 1929 in Stargard) ist ein deutscher Generalleutnant außer Dienst des Heeres der Bundeswehr.

## Leben
Fanslau wuchs in der Mark Brandenburg auf. 1946 absolvierte er eine Berufsausbildung zum Speditionskaufmann in Bremen. Das Abitur legte er an einer Abendoberschule ab. 1956 trat er in die Bundeswehr ein, war Zugführer, Lehrgruppenoffizier und Kompaniechef. Von 1963 bis 1965 absolvierte er den 6. Generalstabslehrgang Heer an der Führungsakademie der Bundeswehr in Hamburg, wo er zum Offizier im Generalstabsdienst ausgebildet wurde. Danach war er G1 der 11. Panzergrenadierdivision in Oldenburg, G3 der Panzergrenadierbrigade 31 in Oldenburg und Bataillonskommandeur des Panzergrenadierbataillons 22 in Wolfenbüttel. Im Folgenden war er Referent und Referatsleiter im Bundesministerium der Verteidigung, Abteilung Personal (P), Unterabteilung III (Heer), Referat 1 in Bonn.
Als Nachfolger von Oberst Ernst-Wilhelm Schneider wurde er am 1. Juli 1976 als Oberst Brigadekommandeur der Panzergrenadierbrigade 35 in Hammelburg und bekleidete diesen Posten bis zum 31. März 1979. Am 1. April 1979 wurde Brigadegeneral Gerd Röhrs sein dortiger Nachfolger. Daraufhin war Fanslau zwischen 1979 und 1981 als Brigadegeneral Unterabteilungsleiter III (Heer) der Personalabteilung im Bundesministerium der Verteidigung.
1981 wurde Fanslau Generalmajor und löste Generalmajor Werner Schäfer als Kommandeur der 2. Panzergrenadierdivision in Kassel ab. Diese Funktion bekleidete er bis 1984 und wurde daraufhin durch Generalmajor Carl-Helmuth Lichel abgelöst.
Fanslau wurde am 1. Oktober 1984 Nachfolger des in den Ruhestand getretenen Generalleutnants Hans Kubis als Leiter der Abteilung Personal im Bundesministerium der Verteidigung und erhielt in dieser Verwendung seine Beförderung zum Generalleutnant. In dieser Funktion war er 1984 zusammen mit dem damaligen Inspekteur des Heeres, Generalleutnant Hans-Henning von Sandrart, an zwei umstrittenen Beförderungsvorschlägen beteiligt, die Bundesverteidigungsminister Manfred Wörner 1985 vornehmen wollte, und zwar einerseits des ehemaligen Ministeradjutanten Oberst Jörg Schönbohm zum Brigadegeneral sowie von Brigadegeneral Hartmut Behrendt zum Generalmajor. Beide Offiziere waren in die sogenannte Kießling-Affäre verwickelt, in der 1984 dem damaligen stellvertretenden NATO-Oberbefehlshaber Europa General Günter Kießling Erpressbarkeit wegen seiner angeblichen Homosexualität vorgeworfen wurde. Am 31. März 1988 wurde Fanslau in den Ruhestand versetzt, woraufhin Generalleutnant Dieter Clauß am 1. April 1988 sein Nachfolger als Leiter der Abteilung Personal im Bundesministerium der Verteidigung wurde.